# Kals odbok
Kals odbok är en ordbok för den göteborgska dialekten, första gången utgiven av Sven Schånberg 1968.
Ordboken innehåller ungefär 500 genuint göteborgska ord. Den redogör för uttal, betydelse, bakgrund och ursprung. Många av orden är hämtade ur den mångåriga insändarspalt Schånberg hade i Göteborgs-Posten, "Tala ve Kal" (ve = med).